# Phlox drummondii
Espèce
Classification phylogénétique
Phlox drummondii, appelé phlox de Drummond ou aussi phlox annuel en français, est une espèce de plantes à fleurs de la famille des Polémoniacées.

## Caractéristiques
Il s'agit d'un phlox annuel (qui peut devenir vivace en climat chaud). Cette plante rustique se plaît dans un sol riche et bien drainé et préférant aussi une exposition lumineuse. Il y a deux types de Phlox drummondii :
- A grosses fleurs: plant étalé d'une taille avoisinant les 40 centimètres.
- A petites fleurs : d'une taille d'à peu près 20 centimètres.

Ce phlox est peu exigeant.

## Feuillage
Ce phlox a un feuillage d'un vert vif. Les feuilles sont simples, opposées et directement accrochées aux tiges.

## Inflorescence

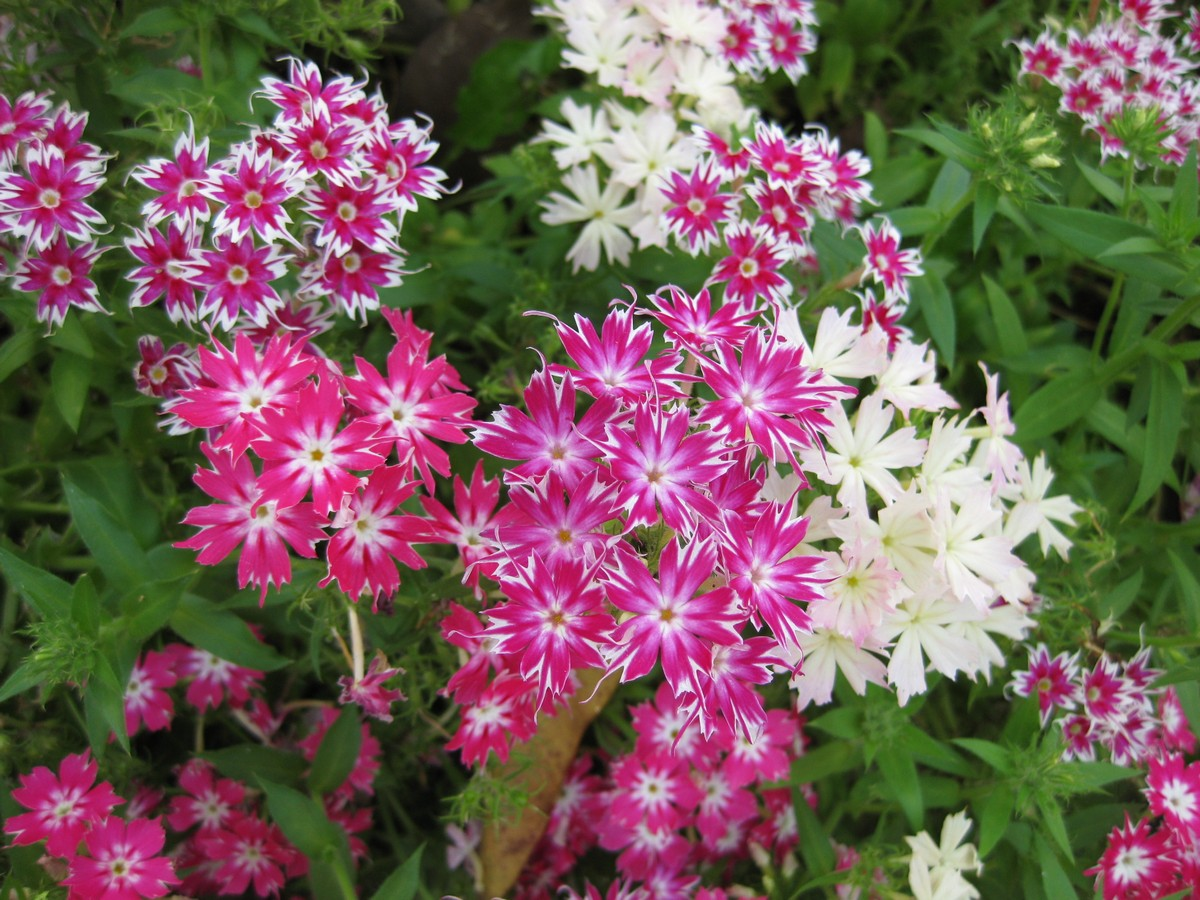
Fleurs, eu Jardin botanique de la reine Sirikit, en Thaïlande.

Les fleurs de ce phlox mesurent près de 2 centimètres et ressemblent à des étoiles. Elles ont 5 (voire 6) pétales et sont regroupées en bouquets très touffus. La floraison s'étend de juin à octobre et parfois, jusqu'à l'arrivée des premières gelées. Les fleurs sont de couleurs très variées qui vont du blanc au rouge en passant par le jaune, le saumon, l'orange et le violet. Elles peuvent aussi être bicolores, panachées, avec un cœur plus clair ou plus foncé voire à œil blanc. Les fleurs produisent de petites graines foncées qui se sèment très facilement.

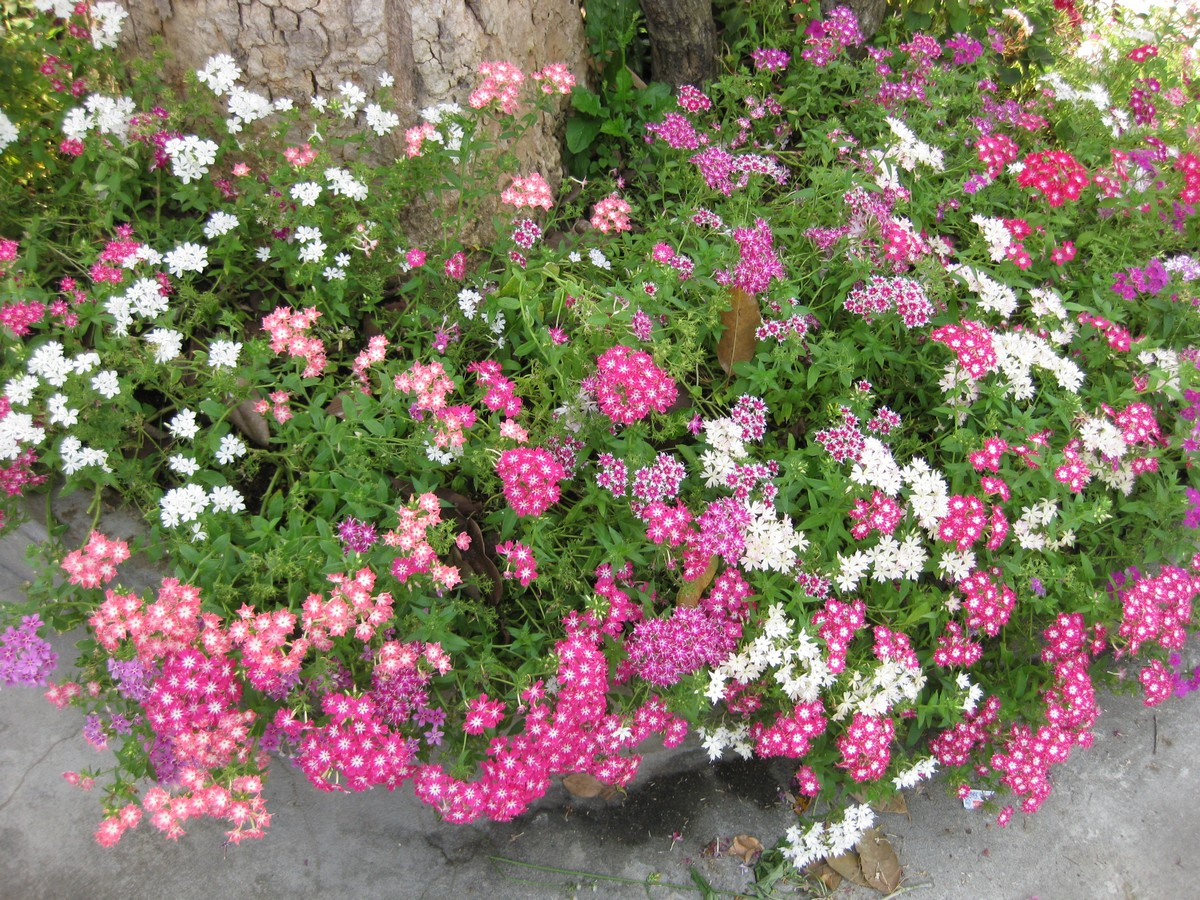
Massif de Phlox de Drummond, Jardin botanique de la reine Sirikit, Thaïlande

## Ennemis
Ce phlox est très apprécié des limaces. Il ne supporte pas l'anguillule et l'oïdium.